# Ichika Kajimoto
Ichika Kajimoto (japanisch 梶本 一花 Kajimoto Ichika, geboren am 7. März 2004 in Osaka) ist eine japanische Schwimmerin und Weltmeisterin im 3 Kilometer Knockout Sprint (2025).

## Leben und Karriere
Kajimoto ging auf die Shijonawate-gakuen Oberschule und nahm anschließend ihr Studium an der privaten Dōshisha-Universität in Kyōto in der Fakultät für Sport und Geisteswissenschaften auf. Sie ist Mitglied des Universitäts-Schwimmteams. Ihre bevorzugten Schwimmdisziplinen sind längere Distanzen im Freistil und Lagenschwimmen.
Als Studentin nahm sie 2023 mit großem Erfolg an den FISU World University Games (Universade) in Chengdu teil. Sie gewann Gold in 400 Meter Lagen mit 4:41,64 Minuten, Silber in 1500 Meter Freistil mit 16.23,02 Minuten und Bronze in der Staffel 4 × 200 Meter zusammen mit ihren Teamkolleginnen mit 8:04,29 Minuten.
Kajimoto nahm im selben Jahr an den Schwimmweltmeisterschaften in Fukuoka teil. Sie startete bei 4 × 1500 Meter der gemischten Staffel und belegte mit ihren Teamkollegen den 7. Platz. Beim Freiwasserschwimmen über 5 km benötigte sie 1:00:56,40 h und kam auf Platz 14.
Durch ihren Sieg bei den japanischen Freiwasser-Schwimmmeisterschaften 2023 in Tateyama (Präfektur Chiba) im 10 km Freiwasserschwimmen qualifizierte sie sich für eine Teilnahme an den Schwimmweltmeisterschaften 2024 in Doha. Kajimoto startete in Doha bei fünf Wettkämpfen; sie kam im Wettkampf über 800 Meter Freistil mit 8:29,24 Minuten auf den sechsten Platz, außerdem konnte sie über 400 Meter Freistil mit 4:09,65 Minuten den zehnten Platz einnehmen; bei 400 Meter Lagen kam sie mit 4:43,61 Minuten auf Platz 8. Ferner nahm sie am Freiwasserschwimmwettbewerb über 10 km teil und belegte dort Platz 21 mit 1:58:17,40 h. Beim Wettbewerb über 1500 Meter Freistil erreichte sie mit einer Zeit von 16:27,96 Minuten den 13. Platz.
Bei den Weltmeisterschaften im Juli 2025 gewann Kajimoto in Singapur den drei Kilometer Knockout Sprint, über fünf Kilometer Freiwasser die Bronzemedaille und kam über zehn Kilometer Freiwasser auf Platz acht. Sie war auch Teil der japanischen 4 × 200 Meter Staffel, die mit 7:58,13 Minuten den achten Platz belegte. 